# وكيل الأمين العام للشؤون الإنسانية ومنسق الإغاثة في حالات الطوارئ
وكيل الأمين العام للشؤون الإنسانية ومنسق الإغاثة في حالات الطوارئ (بالإنجليزية:Under-Secretary-General for Humanitarian Affairs and Emergency Relief Coordinator) هو منصب عالي المستوى في الأمم المتحدة يرأس مكتب تنسيق الشؤون الإنسانية.
المالك الحالي هو مارك لوكوك وهو الجنسية بريطاني ، الذي تولى منصبه في سبتمبر 2017 ، بعد تعيينه من قبل الأمين العام للأمم المتحدة أنطونيو غوتيريس. 

## قائمة وكلاء الأمين العام
| #  | الاسم                | الجنسية         | بداية الفترة | نهاية الفترة |
| -- | -------------------- | --------------- | ------------ | ------------ |
| 1  | يان الياسون          | السويد          | 1992         | 1994         |
| 2  | بيتر هانسن           | الدنمارك        | 1994         | 1996         |
| 3  | ياسوشي اكاشي         | اليابان         | 1996         | 1998         |
| 4  | سيرجيو فييرا دي ميلو | البرازيل        | 1998         | يناير 2001   |
| 5  | كينزو أوشيما         | اليابان         | يناير 2001   | يونيو 2003   |
| 6  | يان إيجلاند          | النرويج         | يونيو 2003   | ديسمبر 2006  |
| 7  | جون هولمز            | المملكة المتحدة | يناير 2007   | سبتمبر 2010  |
| 8  | فاليري آموس          | المملكة المتحدة | سبتمبر 2010  | مايو 2015    |
| 9  | ستيفن أوبراين        | المملكة المتحدة | مايو 2015    | سبتمبر 2017  |
| 10 | مارك لووك            | المملكة المتحدة | سبتمبر 2017  | حاليا        |